# 핵배낭

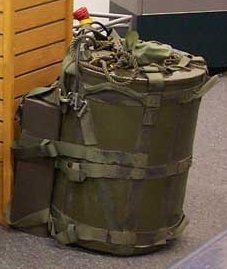
Mk-54 핵탄두를 싣는 미국의 H-912 핵배낭

핵배낭은 백팩으로 어깨에 짊어지는 핵폭탄을 말한다.

## 러시아
러시아 총정보국(GRU) 고위직으로 서방에 망명한 스타니슬라브 루네브는 러시아 RA-115, RA-115-01라는 핵배낭의 무게가 22 kg에서 27 kg 정도 한다고 밝혔다.

## 미국
미국이 실전배치했던 가장 작은 핵탄두인 무게 23 kg W54로 만든 핵배낭이 있다. Mk-54 SADM (Special Atomic Demolition Munition)이라고 부른다.

## 같이 보기
- AIM-26 팰컨
- 더러운 폭탄
- 중성자탄